# Andrej Michnewitsch

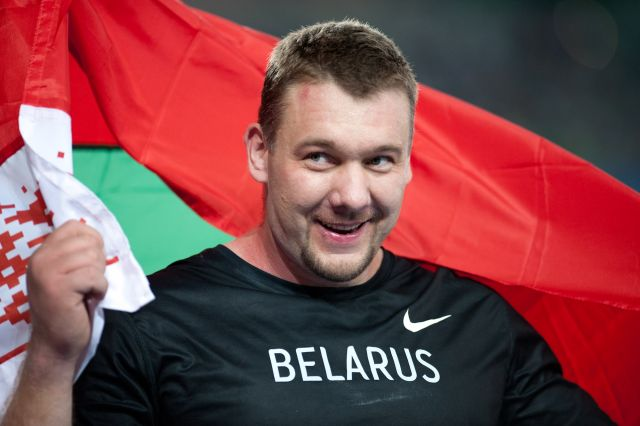
Andrej Michnewitsch bei den Weltmeisterschaften 2011 in Daegu

Andrej Michnewitsch (belarussisch Андрэй Міхневіч; engl. Transkription Andrei Mikhnevich; * 12. Juli 1976 in Babrujsk) ist ein ehemaliger belarussischer Kugelstoßer, der wegen mehrfachen Dopingsünden lebenslang gesperrt wurde.

## Laufbahn
Michnewitsch wurde bei den Hallenweltmeisterschaften 1999 in Maebashi mit 19,44 m Achter im Kugelstoßen. Bei den Olympischen Spielen 2000 in Sydney belegte er mit 19,48 m den neunten Platz. In seinem ersten Wettkampf nach dem Ende seiner ersten Dopingsperre 2003 stieß er die Kugel auf 21,66 m. Vierzehn Tage später wurde er mit persönlicher Bestleistung von 21,69 m Weltmeister 2003 in Paris/Saint-Denis. Im gleichen Jahr gewann er auch die Universiade.
2004 wurde er mit 20,50 m Sechster bei den Hallenweltmeisterschaften in Budapest. Bei den Olympischen Spielen 2004 in Athen belegte er mit 20,60 m Platz fünf. 2005 wurde Michnewitsch zum zweiten Mal nach 2000 belarussischer Meister.
Andrej Michnewitsch ist 2,02 m groß und wog zu Wettkampfzeiten 127 kg. Seit dem 17. März 2007 ist er mit der Europameisterin im Kugelstoßen von 2006, Natallja Michnewitsch (vormals Charaneka), verheiratet. Mit ihr und einem gemeinsamen Sohn lebt er in Wizebsk.

## Doping
Bei den Weltmeisterschaften 2001 in Edmonton wurde Michnewitsch erstmals des Dopings überführt und für zwei Jahre gesperrt. Anfang März 2013 stellte man bei einem nachträglichen Dopingtest in einer Probe von den Weltmeisterschaften 2005 in Helsinki Spuren der verbotenen Substanzen Clenbuterol, Metandienon & Oxandrolon fest. Die IAAF bestätigte im Juli 2013 eine lebenslange Sperre, die daraufhin von der Disziplinar-Kommission der belarussischen Anti-Doping-Agentur verhängt wurde und annullierte alle Resultate seit dem August 2005, was auch die Aberkennung der Bronzemedaille von Peking nach sich zog.

## Persönliche Bestleistungen
- Kugelstoßen: 21,69 m, 23. August 2003, Saint-Denis
  - Halle: 20,85 m, 30. Januar 2004, Minsk

Die 2011 erzielte Weite von 22,10 m wurde ebenso annulliert wie die 2010 in der Halle aufgestellte von 21,81 m.